# آن بيشوب (مؤلفة)
آن بيشوب (بالإنجليزية: Anne Bishop)‏ (1955 في الولايات المتحدة)؛ كاتِبة وروائية أمريكية.